# Per-Edwin Wallén
Per-Edwin Magnus Wallén, född den 15 april 1925 i Malmö Sankt Petri församling, död den 22 mars 1989 i Lunds domkyrkoförsamling, var en svensk jurist och professor, först i rättshistoria och sedan i straffrätt.
Per-Edwin Wallén var son till litteraturvetaren Erik Wallén. Han avlade studentexamen i Göteborg 1944 och inskrevs samma år som juris studerande vid Lunds universitet. Där blev han juris kandidat 1951 och disputerade 1958 på den rättshistoriska avhandlingen Die Klage gegen den Toten im nordgermanischen Recht, vilken gjorde honom till docent.
1964 erhöll Wallén professuren i rättshistoria vid Stockholms universitet men återvände redan 1966 till Lund, nu som professor i straffrätt.
Han kom sedermera att vara medförfattare till ett antal juridiska handböcker och läromedel, däribland Svensk straffrättshistoria (tillsammans med Erik Anners 1972–1973), Praktisk rättskunskap (tillsammans med Ulf Cervin 1972 samt flera senare upplagor) och Brott och brottmål (tillsammans med Carl M. Elwing, 1975 samt flera senare upplagor). Han författade även ett antal artiklar i Kulturhistoriskt lexikon för nordisk medeltid, ingick i redaktionen för Svensk juristtidning samt medverkade som expert i de ett par statliga utredningar (1968 års brottmålsutredning och 1976 års sexualbrottsutredning).
Wallén hade även skönlitterära intressen och var den förste ordföranden för Fakirensällskapet. Han är begravd på Norra kyrkogården i Lund.